# 약한 아이소스핀
약한 아이소스핀(弱-, 영어: weak isospin)은 전자기력과 약력에 관계되는 입자의 양자수로, 전약력의 게이지 군인 SU(2)W×U(1)Y 가운데 SU(2)W에 해당하는 게이지 전하다. 기호는 대개 {\displaystyle T} 또는 {\displaystyle I}이다.
약한 아이소스핀은 SU(2)로, 비상대론적 양자역학의 각운동량 {\displaystyle \mathbf {J} }처럼 삼차원 벡터로 생각할 수 있다. 각운동량과 마찬가지로, 그 노름 {\displaystyle T^{2}}과 세 성분 중 하나 {\displaystyle T_{3}}으로 결정된다. 다만 각운동량에서 {\displaystyle J_{3}}은 임의의 원하는 축에 대한 것이나, 약한 아이소스핀의 경우는 {\displaystyle T_{3}}은 통상적으로 전약력 대칭 파괴로 인하여 전기적 전하를 이루는 성분을 가리킨다. (겔만-니시지마 공식)

## 어원
약한 아이소스핀은 약한 초전하와 관계가 있다. 그 관계가 입자의 맛깔 양자수인 (강한) 아이소스핀과 (강한) 초전하와 흡사하기 때문에 "약한 아이소스핀"라는 이름이 붙었다. 그러나 아이소스핀은 쿼크의 근사적인 맛깔 대칭을 나타내는 온곳 대칭인 반면, 약한 아이소스핀은 자연계의 근본적인 전약력 대칭군을 나타내는 게이지 대칭이므로, 표면적인 유사성을 제외하고는 전혀 다른 종류의 양자수다.

## 겔만-니시지마 공식
{\displaystyle T_{3}}과 약한 초전하 {\displaystyle Y_{W}}가 주어지면, 전하 {\displaystyle Q}는 다음과 같이 된다.
{\displaystyle Q=T_{3}+{\frac {1}{2}}Y_{W}}
이를 (강한) 아이소스핀과 (강한) 초전하를 관계짓는 공식에 빗대어 겔만-니시지마 공식(영어: Gell-Mann–Nishijima formula)이라고 한다.

## 같이 보기
- 표준 모형
- 약한 초전하